# 331 v.Chr.
Het jaar 331 v.Chr. is een jaartal volgens de christelijke jaartelling.

## Gebeurtenissen

### Perzië
- Mesopotamië wordt bij het Macedonische Rijk ingelijfd.
- 1 oktober - Slag bij Gaugamela: Alexander de Grote vernietigt het Perzische leger (94.000 man) in de woestijnvlakte bij de ruïnestad Ninive.
- Koning Darius III zet tijdens de veldslag 200 Scythische strijdwagens en 15 krijgsolifanten in.
- Darius III vlucht met zijn Bactrische cavalerie en Griekse huurlingen naar Medië.
- De Perzische steden Babylon en Susa worden door het Macedonische leger ingenomen.
- In Persepolis brengt Alexander eer aan de graftombe van Cyrus II de Grote, de oprichter van het Perzische Rijk.
- Alexander de Grote neemt in Persepolis de koninklijke schatkist in beslag; een enorme voorraad aan goud en zilver, kostbaarheden als edelstenen, zijde en andere voorwerpen, waarvan het vervoer met 2.000 muilezels en 500 kamelen moet geschieden.
- In Libië geeft de stad Cyrene zich over aan Alexander de Grote.

### Griekenland
- Agis III van Sparta komt in de Peloponnesos in opstand. Een Grieks huurlingenleger van 8.000 man verovert Kreta.
- Megalopolis wordt belegert door de Spartanen.

### Italië
- Rome sluit met de Gallische stam Senones een vredesverdrag.

## Geboren
- Cleanthes, Grieks filosoof